# 西莫内·切尔卡托
西莫内·切尔卡托（義大利語：Simone Cercato，1975年2月25日—），意大利男子游泳运动员。他曾代表意大利参加2000年和2004年夏季奥林匹克运动会游泳比赛，其中2004年奥运会获得一枚铜牌。